# 할리드 불라루즈
할리드 불라루즈(네덜란드어: Khalid Boulahrouz, 1981년 12월 28일, 마슬루이스 ~ )는 네덜란드의 전 축구 선수로, 모로코 혈통의 네덜란드인이다. 중앙을 비롯해 오른쪽, 왼쪽 사이드백도 가능한 만능 수비수이다.

## 클럽
유스 선수 시절부터 네덜란드의 엑셀시오르 마슬루이스, DSOV, 아약스, 하를럼, AZ 알크마르 등을 떠돌아다닌 그는, 2002년 RKC 발베이크에서 프로 축구 선수로서의 생활을 시작하였고, 당시 팀의 감독이었던 마르틴 욜에 의해 발굴돼 곧바로 주전으로 기용되었다. 주전으로 기용된 그는 좋은 활약을 펼쳤고, 2004-05 시즌 수비수 보강을 절실히 원하고 있던 1 분데스리가의 함부르크로 이적하였다. 이적 다음 시즌인 2005-06 시즌에는 다니엘 판 바위턴과 함께 철벽 수비를 자랑하며 2005-06 시즌 함부르크의 최소 실점 기록에 크게 공헌, 팀을 리그 3위로 이끌었다.
2006-07 시즌에는 중앙 수비수 영입에 관심을 보였던 프리미어리그의 첼시로 이적하였다. 그러나 프리미어리그 무대에서 적응하지 못하고 부상을 입는 등, 크게 부진한 모습을 보였다. 그 와중에 2007년 5월 26일에 있던 아스널 전에서 퇴장 당하는 바람에 페널티골을 내줬고, 경기는 결국 1-1 무승부로 끝나 맨체스터 유나이티드의 우승을 도와준 꼴이 되어버렸다. 이렇게 첼시에서 자리를 잡지 못한 그는, 2007-08 시즌 세비야로 임대되었지만, 세비야에서도 출장 기회를 갖지 못했다. 2008-09 시즌에는 UEFA 유로 2008에서의 활약을 바탕으로 슈투트가르트로 완전 이적하였다.

## 국가대표팀
2004년 9월 네덜란드 축구 국가대표팀에서의 첫 경기를 치렀다. 마르코 판 바스턴에 의해 기용되어 2006년 FIFA 월드컵 예선에서 7경기에 출장했고, 월드컵 본선에서도 네덜란드 대표팀 선수로 뛰었지만, 포르투갈 축구 국가대표팀과의 16강전에서 옐로 카드 누적으로 퇴장을 당했다.
UEFA 유로 2008에서는 부상을 당한 리안 바벌 대신에 선수 명단에 포함되어 오른쪽 사이드백으로서 4경기에 출전하였다. 대회 기간 중에는 미숙아로 태어난 딸이 사망하는 비극을 겪음에도 불구하고, 검은색 완장을 차고 러시아 축구 국가대표팀과의 준준결승전에 선발 출전하는 투혼을 보여준 바 있다.

## 개인사
2006년 12월에 사비아 텔레(Sabia Thele)라는 여성과 결혼을 하였다. UEFA 유로 2008 기간에 러시아와의 8강전을 준비하는 동안에, 사비아 사이에서 미숙아로 태어난 그의 딸이 죽음을 맞이하기도 하였다. 그 이후에 둘째 딸 아마야(Amaya, 2010년 3월생)와 아들 다민(Daamin, 2011년 1월 30일생)을 가졌다. 하지만 부부는 2013년에 이혼을 하게 되었고 그의 부인인 사비아는 대표팀 동료인 라파엘 판 데르 파르트와 교제를 하게 된다.
사비아와의 이혼 이후에는 2014년 미스 네덜란드로 뽑힌 야스민 페르헤이연과 교제를 시작하였다.